# HAPPY!メディアな人々。
『HAPPY!メディアな人々。』（ハッピー!メディアなひび）は、2012年9月に公開された日本映画。

## 概要
丹南ケーブルテレビが地域貢献事業の一環として製作したケーブルテレビ独自では初となるロードムービー。福井県・丹南地域の名所や街並み、古くから伝わる伝統産業やおまつり等が多数登場。

## あらすじ
福井県越前市にあるケーブルテレビ局に、東京からニュースキャスターの箕田三郎が「日本一のケーブルテレビに」と請われてやってくる。ケーブルテレビの信条は「地域をハッピーに」。かつてスクープを連発し「高視聴率男」の異名を取っていた箕田とケーブルテレビのベテランキャスター櫻井薫は方向性の違いにことごとく対立。しかし地域のため一心に番組づくりに取り組む薫の思いや地域の人々の温かさにふれ、箕田はケーブルテレビの役割や自分のキャリアを改めて見つめ直す。

## キャスト
- 渡辺裕之
- 竹内晶子
- 朝倉パンチョ久
- ＫＯＴＡ
- 藤間信乃輔
- 西尾まう
- 原幸恵
- 髙田修
- 北川忠明
- 寅
- 実川ゆか
- 横山さん
- 畑紗貴
- 松山淳子
- 坪川栄一郎
- 榎ちひろ
- 岩野市兵衛
- 加藤由記子
- 片川雅美
- 大谷結衣
- 谷加奈江
- 森谷元紀
- 林勇樹
- 髙嶋和弥
- 前田正治
- 大塚良治
- 大谷由紀子
- 加藤恵
- モハマディニア・マスメ
- 藤田 順一
- 丹南地域の皆さん

## スタッフ
- 原案・プロデュース：吉田ときお
- 監督：市川徹
- ディレクター：林良宗
- 主題歌「蒼い影」歌詞・作曲・唄：白井貴子
- 脚本：気仙沼悠希
- 音楽：白井貴子・本田清巳
- 助監督：佐藤朋有子
- 製作チーフ：浦上嘉久
- 撮影・編集：曽根剛
- メイク：片山りや子・鈴木啓士朗
- 衣装：神津麗子
- 配給：ムービートマト
- 協力：鯖江市・越前市・越前町
- 製作協力：有限会社メディアビジョン
- 製作：丹南ケーブルテレビ株式会社・株式会社Rei23